# Teoman Alibegović
Pour les articles homonymes, voir Alibegović.
Teoman Alibegović, né le 11 janvier 1967, à Zenica, en République fédérative socialiste de Yougoslavie, est un ancien joueur, entraîneur et dirigeant de basket-ball slovène. Il évolue durant sa carrière au poste d'ailier fort. Il est manager général du Fortitudo Bologne lors de la saison 2005-2006. Il est le père de Mirza Alibegović et d'Amar Alibegović.

## Palmarès
- Coupe Korać 1995
- MVP du championnat d'Allemagne 1994